# Porta Saragozza
Porta Saragozza (pôrta Saragòza in bolognese) è una delle porte della terza cinta muraria della città di Bologna.

## Storia
Porta Saragozza sorge all'incrocio fra l'omonimo tratto della via Porrettana, in direzione di Casalecchio, ed i viali di Circonvallazione. Edificata per la prima volta nel XIII secolo, nel 1334 fu dotata di ponte levatoio. Per molti anni fu considerata un varco secondario e solo a partire dal 1674, quando venne costruito il lunghissimo portico che dalla porta conduce fino al Santuario della Madonna di San Luca, Porta Saragozza acquisì particolare rilievo, utilizzata come punto di partenza per le processioni verso il santuario (mentre in precedenza partivano da Porta Sant'Isaia).

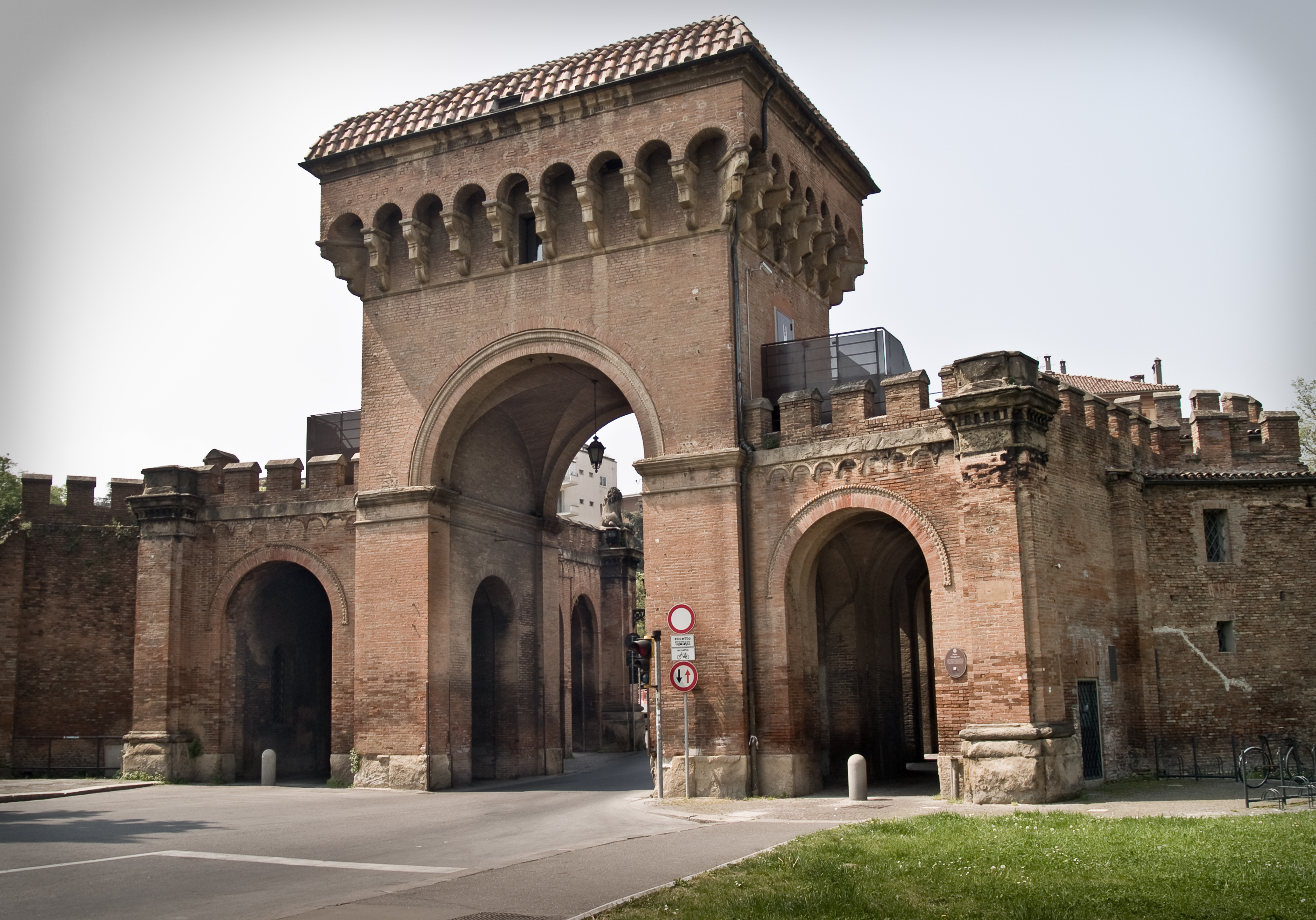
Veduta interna

La porta ha assunto le attuali fattezze a seguito di una radicale ricostruzione avvenuta tra il 1857 e il 1859, guidata dall'ingegnere e architetto Enrico Brunetti Rodati, il quale ne affidò il completamento all'architetto Giuseppe Mengoni, che ne ha totalmente modificato l'assetto originario con l'aggiunta dei torrioni cilindrici laterali collegati tramite un portico a un nuovo cassero centrale. A ricordo, vi è una lapide posta al centro della porta stessa, sul lato esterno:

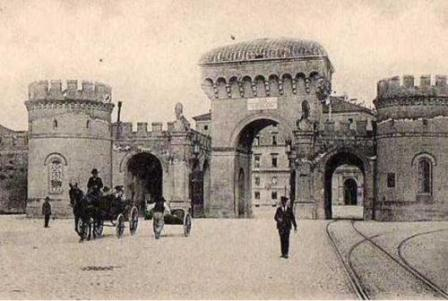
Cartolina d'epoca con, in primo piano, il binario tranviario

Nel 1883 fu posato, in attraversamento della porta, il binario della tranvia a vapore Bologna-Casalecchio-Vignola, soppressa nel 1938 e sostituita nel 1907, nella tratta interna alle mura, dalle linee 18 e 19 del servizio tranviario urbano, a sua volta soppresso nel 1963.
Attraverso i lavori di restauro eseguiti fra il 2007 e il 2009, Porta Saragozza è stata riportata agli antichi splendori.

## Il cassero
Nel 1982 i locali all'interno del cassero vengono utilizzati dal Circolo Culturale XXVIII giugno, diventando il primo spazio pubblico in Italia concesso ad un'associazione di cultura omosessuale: un'assegnazione che testimonia la profonda trasformazione sociale tipica di quel periodo, di cui il cassero di Porta Saragozza diviene uno dei simboli più visibili a livello nazionale.
Nel 1985 tale realtà convoglia nel nuovo circuito Arcigay, associazione che nasce con lo scopo di tutelare i diritti dei cittadini LGBT, ossia trans, bisessuali, lesbiche e gay, e continua la propria attività negli stessi locali che ne diventano la sede nazionale. Il circolo locale, ispirando il nome proprio alla storica sede, si denomina Il Cassero, nome che ancora porta nonostante si sia trasferito altrove. Il 2 marzo del 2002, infatti, una nuova convenzione con il comune di Bologna sposta il circolo Arcigay presso la Salara, attuale sede posta all’interno della prestigiosa Manifattura delle Arti bolognese.

### Il Museo della Beata Vergine di San Luca

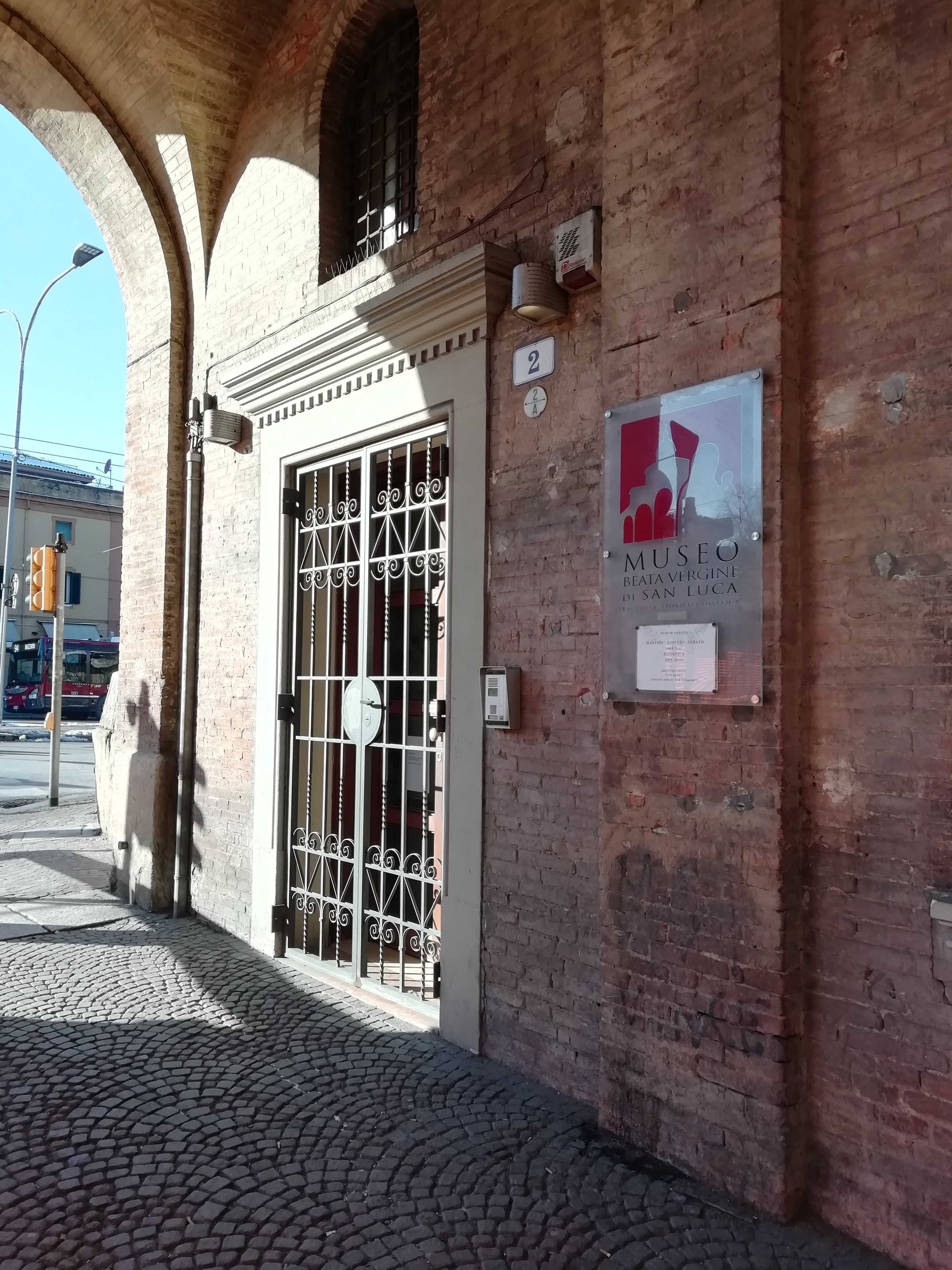
L'ingresso al Museo della Beata Vergine di San Luca

Al cassero di Porta Saragozza nel 2004 è stato collocato il Museo della Beata Vergine di San Luca, un museo storico-didattico «nato dalla volontà di valorizzare e far conoscere alla cittadinanza bolognese e ai visitatori il patrimonio devozionale, storico, artistico e culturale collegato all'Immagine della Madonna», il cui fulcro è costituito dalla collezione del dott. Antonio Brighetti.